# Diocesi di Lomas de Zamora
La diocesi di Lomas de Zamora (in latino Dioecesis Clivi Zamorensis) è una sede della Chiesa cattolica in Argentina suffraganea dell'arcidiocesi di Buenos Aires. Nel 2023 contava 2.179.000 battezzati su 2.733.000 abitanti. È retta dal vescovo Jorge Rubén Lugones, S.I.

## Territorio
La diocesi comprende 6 distretti della provincia di Buenos Aires: Almirante Brown, Esteban Echeverría, Ezeiza, Lomas de Zamora, Presidente Perón e San Vicente.
Sede vescovile è la città di Lomas de Zamora, dove si trova la cattedrale di Nostra Signora della Pace, decorata del titolo di basilica minore con il breve Augusta cunctoque di papa Paolo VI del 29 novembre 1965.
Il territorio si estende su 1.352 km² ed è suddiviso in 61 parrocchie.

## Storia
La diocesi è stata eretta l'11 febbraio 1957 con la bolla Quandoquidem adoranda di papa Pio XII, ricavandone il territorio dall'arcidiocesi di La Plata.
Il 10 aprile 1961 ha ceduto una porzione del suo territorio a vantaggio dell'erezione della diocesi di Avellaneda (oggi diocesi di Avellaneda-Lanús).
Il 2 marzo 1964 in virtù del decreto Concrediti Christifidelium della Sacra Congregazione Concistoriale ha ampliato il proprio territorio con l'acquisizione di alcune parrocchie, nei distretti di Almirante Brown e di San Vicente, appartenute all'arcidiocesi di La Plata.
Originariamente suffraganea dell'arcidiocesi di La Plata, il 5 maggio 1967 in forza della bolla Qui divino consilio di papa Paolo VI entrò a far parte della provincia ecclesiastica di Buenos Aires.
Il 18 luglio 1969 ha ceduto un'altra porzione di territorio a vantaggio dell'erezione della diocesi di San Justo.
Il 24 aprile 2001 ha ceduto un'ulteriore porzione di territorio alla diocesi di Avellaneda, che contestualmente ha assunto il nome di diocesi di Avellaneda-Lanús.

## Cronotassi dei vescovi
Si omettono i periodi di sede vacante non superiori ai 2 anni o non storicamente accertati.
- Filemón Francisco Castellano † (13 marzo 1957 - 10 aprile 1963 dimesso[5])
- Alejandro Schell † (10 aprile 1963 succeduto - 7 settembre 1972 deceduto)
- Desiderio Elso Collino † (7 novembre 1972 - 24 aprile 2001 ritirato)
- Agustín Roberto Radrizzani, S.D.B. † (24 aprile 2001 - 27 dicembre 2007 nominato arcivescovo di Mercedes-Luján)
- Jorge Rubén Lugones, S.I., dal 14 ottobre 2008

## Statistiche
La diocesi nel 2023 su una popolazione di 2.733.000 persone contava 2.179.000 battezzati, corrispondenti al 79,7% del totale.
| anno | popolazione | popolazione | popolazione | presbiteri | presbiteri | presbiteri | presbiteri                | diaconi | religiosi | religiosi | parrocchie |
| anno | battezzati  | totale      | %           | numero     | secolari   | regolari   | battezzati per presbitero | diaconi | uomini    | donne     | parrocchie |
| ---- | ----------- | ----------- | ----------- | ---------- | ---------- | ---------- | ------------------------- | ------- | --------- | --------- | ---------- |
| 1966 | 745.000     | 1.150.000   | 64,8        | 197        | 77         | 120        | 3.781                     |         | 131       | 499       | 54         |
| 1970 | 850.000     | 1.270.000   | 66,9        | 195        | 80         | 115        | 4.358                     |         | 159       | 525       | 64         |
| 1976 | 946.000     | 1.326.000   | 71,3        | 155        | 73         | 82         | 6.103                     |         | 133       | 453       | 67         |
| 1980 | 1.180.000   | 1.456.000   | 81,0        | 151        | 79         | 72         | 7.814                     |         | 113       | 430       | 68         |
| 1990 | 1.610.500   | 1.950.000   | 82,6        | 132        | 75         | 57         | 12.200                    | 29      | 127       | 446       | 69         |
| 1999 | 1.970.246   | 2.348.813   | 83,9        | 158        | 80         | 78         | 12.469                    | 59      | 117       | 350       | 73         |
| 2000 | 2.009.650   | 2.395.789   | 83,9        | 147        | 84         | 63         | 13.671                    | 64      | 113       | 346       | 74         |
| 2001 | 1.600.000   | 1.900.000   | 84,2        | 113        | 62         | 51         | 14.159                    | 49      | 113       | 296       | 52         |
| 2002 | 1.670.002   | 1.855.580   | 90,0        | 133        | 64         | 69         | 12.556                    | 47      | 118       | 353       | 53         |
| 2003 | 1.686.702   | 1.874.135   | 90,0        | 129        | 63         | 66         | 13.075                    | 58      | 107       | 243       | 53         |
| 2004 | 1.771.037   | 2.061.548   | 85,9        | 126        | 61         | 65         | 14.055                    | 68      | 104       | 243       | 53         |
| 2013 | 1.997.000   | 2.492.000   | 80,1        | 119        | 64         | 55         | 16.781                    | 81      | 118       | 284       | 59         |
| 2016 | 2.048.000   | 2.556.000   | 80,1        | 124        | 69         | 55         | 16.516                    | 78      | 93        | 284       | 59         |
| 2019 | 2.110.855   | 2.635.000   | 80,1        | 127        | 72         | 55         | 16.620                    | 79      | 93        | 284       | 61         |
| 2021 | 2.140.700   | 2.685.250   | 79,7        | 127        | 72         | 55         | 16.855                    | 79      | 93        | 284       | 61         |
| 2023 | 2.179.000   | 2.733.000   | 79,7        | 124        | 69         | 55         | 17.572                    | 82      | 93        | 284       | 61         |